# Semiothisa denticulata
Semiothisa denticulata là một loài bướm đêm trong họ Geometridae.